# Amagiri (1930)
Amagiri (japonsky 天霧) byl patnáctý torpédoborec třídy Fubuki japonského císařského námořnictva. Byl pátý torpédoborec druhé série, označované někdy jako podtřída Ajanami.
Zúčastnil se druhé sino–japonské války. Po vypuknutí druhé světové války v Pacifiku podporoval japonskou invazi do Britské Malajsie. Zúčastnil se nájezdu do Indického oceánu a během bitvy u Midway byl součástí Aleutského svazu. Během bojů v Šalamounově souostroví se zúčastnil několika „krysích transportů“, ostřelování amerických pozic na Guadalcanalu a Rendově a bitvy v zálivu Kula. Při krytí evakuace japonských vojsk z Kolombangary v srpnu 1943 taranoval a potopil torpédový člun PT-109, kterému velel tehdejší LTJG (~ mladší poručík) J. F. Kennedy – pozdější 35. prezident USA. Dne 23. dubna 1944 najel v Makassarském průlivu na minu.

## Popis
Amagiri byl dokončen v základní konfiguraci typické pro druhou sérii třídy Fubuki. To zahrnovalo hlavňovou výzbroj složenou ze šesti 127mm kanónů typu 3. roku ve třech dvouhlavňových uzavřených dělových věžích modelu B (jedna na přídi a dvě na zádi), které doplňovaly dva kulomety. Torpédovou výzbroj tvořily tři 610mm trojhlavňové torpédomety modifikovaného modelu 1923.
Ve třicátých letech prošel úpravami, během kterých byla zesílena konstrukce a zjednodušen můstek.
Pravděpodobně během oprav v Kure v únoru a březnu 1944 byla demontována 127mm dělová věž č. 2 na zádi a nahrazena dvěma 25mm trojčaty.

## Služba

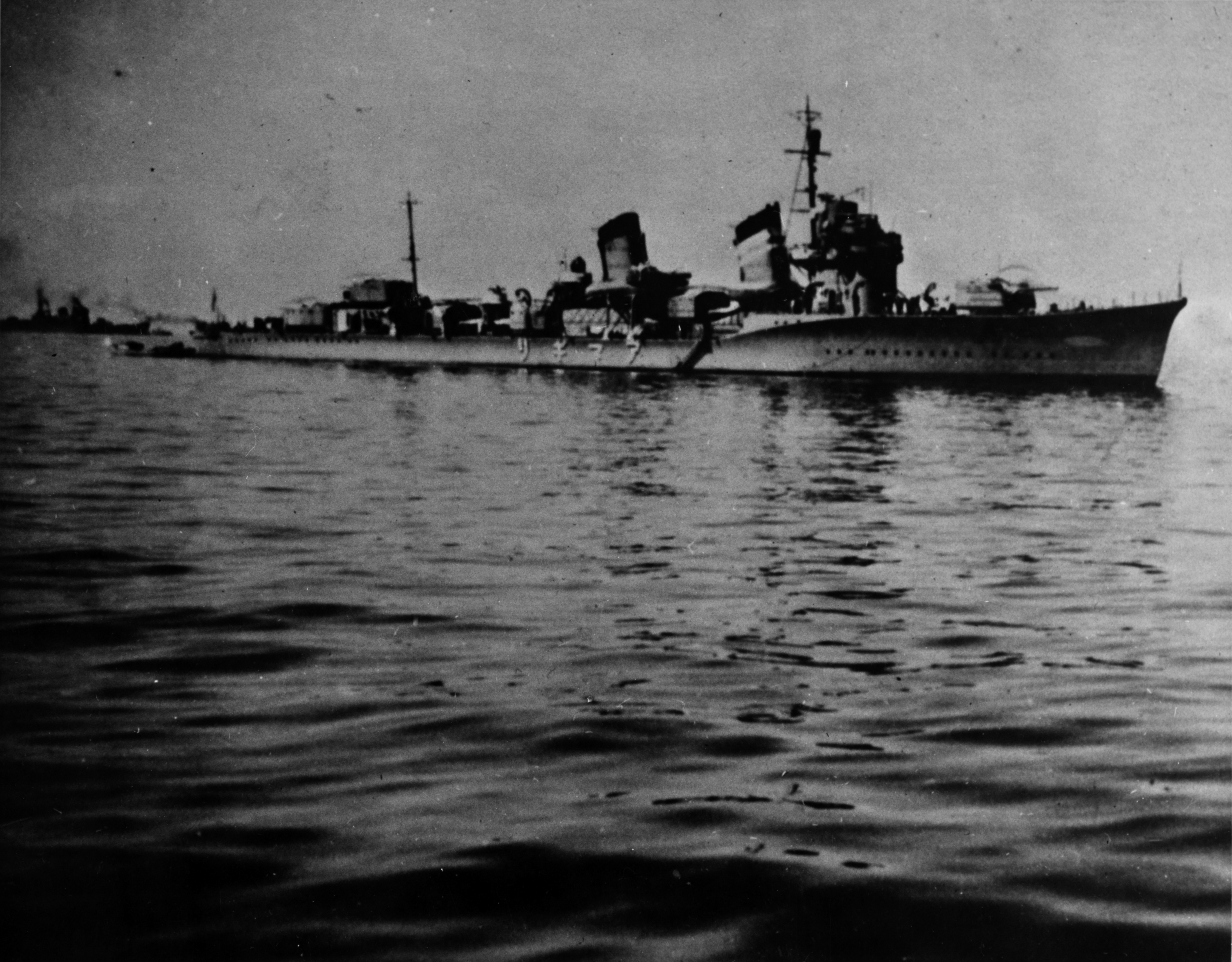
Amagiri před válkou, ještě před úpravou hlavní nástavby

Při jedné z mnoha eskortních misí, když doprovázel křižníky Aoba a Ói ze Singapuru na Davao, najel 23. dubna 1944 v Makassarském průlivu na minu a během dvou hodin se potopil.
Dne 10. června 1944 byl Amagiri vyškrtnut ze seznamu lodí japonského císařského námořnictva.

## Vrak
Amagiri nalezl v říjnu 2003 Vidar Skoglie s lodí MV Empress. Vrak ležel na pravoboku v hloubce 28 m a byl silně deformován s mnohými trhlinami zjevně způsobenými nelegálním lovem ryb pomocí dynamitu. Některý z lovců nejspíše odpálil sklad munice v přední části lodi, protože během potopení nebyla zaznamenána žádná detonace. Výbuch těžce poškodil přední část lodi, příď však zůstala relativně nepoškozená. Kolem vraku byla roztroušena nevybuchlá torpéda a hlubinné pumy, což přinášelo značná rizika. Po objevu byl vrak Amagiri nelegálně rozebrán a zbylo z nĕj jen málo, pokud vůbec něco.